# Disoccupazione nell'Unione europea

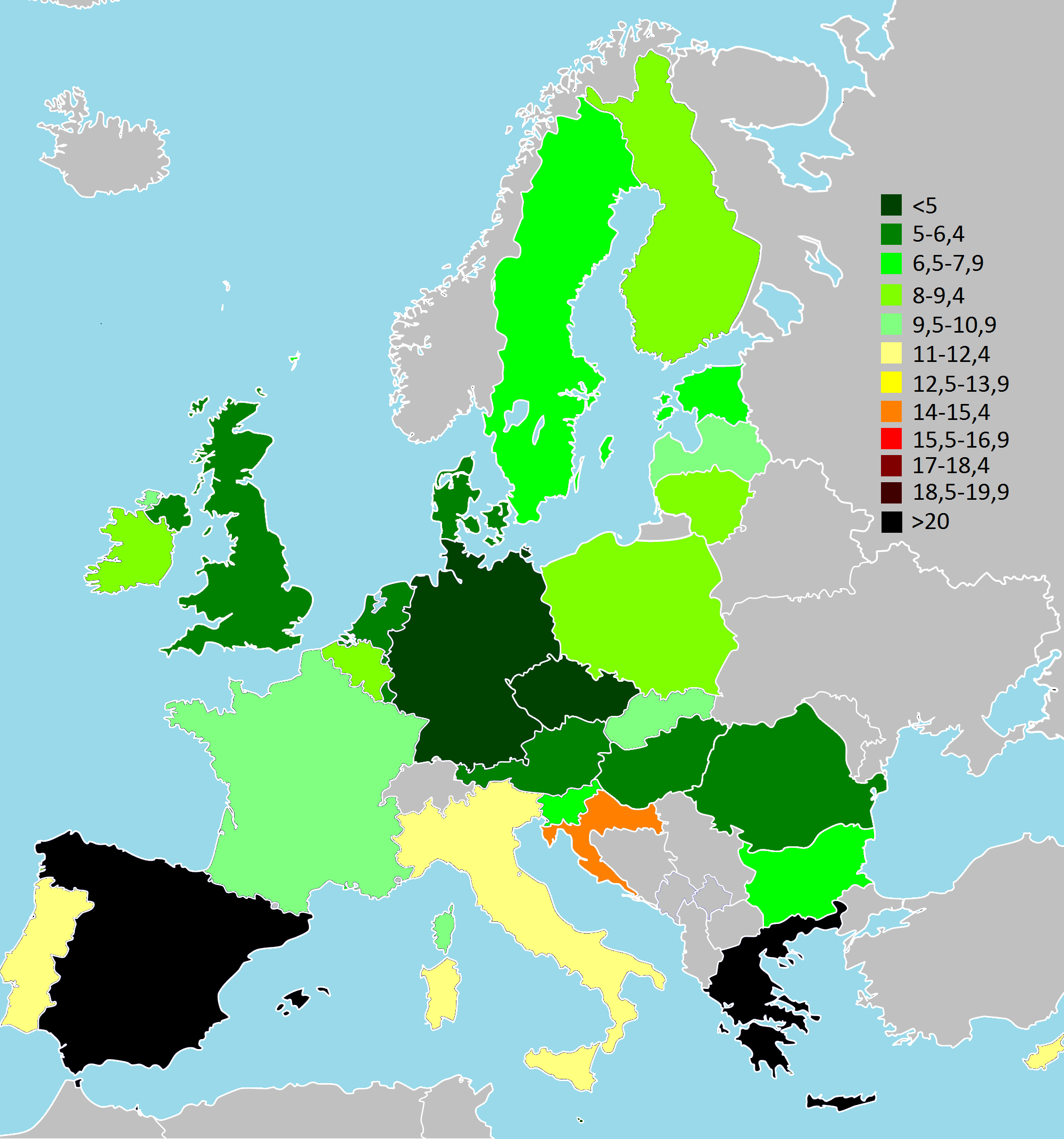
Percentuali di disoccupazione nei 28 Paesi membri dell'Unione europea nell'aprile 2016 o all'ultimo dato disponibile. Fonte: Eurostat.

La disoccupazione nell'Unione Europea, stando ai dati sul tasso destagionalizzato della disoccupazione del complesso dei 28 Paesi UE relativi al mese di aprile 2016, è pari all'8,7%, in calo rispetto al 9,6% dello stesso mese dell'anno precedente e sul livello più basso degli ultimi sette anni. Nella zona euro, che comprende attualmente 19 Paesi UE, si è registrato un tasso pari al 10,2% nell'aprile 2016, in confronto all'11,0% del corrispondente mese del 2015.

## Disoccupazione giovanile e disoccupazione femminile
La disoccupazione giovanile ha seguito nel tempo un andamento simile a quello della popolazione nel suo complesso. Dopo essersi mantenuta tra il 17% ed il 18% nella prima metà del decennio, era scesa fino al 15,3% nel 2007, per schizzare poi al 19,6% nel 2009 in seguito alla crisi economica. Da allora la crescita della disoccupazione giovanile è continuata fino a raggiungere il 23,1% nel dicembre 2013 e ripiegare al 18,8% ad aprile 2016. Il dato più elevato è quello greco (51,4%), seguito da quello spagnolo (45,0%). Valori superiori al 30% si registrano anche in Croazia ed in Italia. Il fenomeno è invece molto più limitato in Germania (7,0%), Malta (8,9%) e Repubblica Ceca (9,5%).
Per quanto riguarda la disoccupazione femminile, nel 2000 essa era superiore di due punti percentuali rispetto a quella maschile. La differenza, tuttavia, è andata attenuandosi costantemente nel corso del tempo e nel dicembre 2014 la disoccupazione femminile era solo leggermente più alta di quella maschile (10% contro 9,8%). Ad aprile 2016 la differenza era di mezzo punto percentuale (9% contro 8,5%).

## La disoccupazione nei vari paesi dell'Unione Europea
La seguente tabella mostra il tasso di disoccupazione dei 28 Paesi membri dell'Unione europea, dell'Unione nel suo complesso e di Giappone e Stati Uniti in alcuni anni.
| Stato membro   | Tasso di disoccupazione (%) | Tasso di disoccupazione (%) | Tasso di disoccupazione (%) | Tasso di disoccupazione (%) | Tasso di disoccupazione (%) | Tasso di disoccupazione (%) | Tasso di disoccupazione (%) | Tasso di disoccupazione (%) | Tasso di disoccupazione (%) | Tasso di disoccupazione (%) | Tasso di disoccupazione (%) | Tasso di disoccupazione (%) | Tasso di disoccupazione (%) | Tasso di disoccupazione (%) | Tasso di disoccupazione (%) | Tasso di disoccupazione (%) | Tasso di disoccupazione (%) | Tasso di disoccupazione (%) | Tasso di disoccupazione (%) |
| Stato membro   | 1998                        | 1999                        | 2000                        | 2001                        | 2002                        | 2003                        | 2004                        | 2005                        | 2006                        | 2007                        | 2008                        | 2009                        | 2010                        | 2011                        | 2012                        | 2013                        | 2014                        | 2015                        | 2016                        |
| -------------- | --------------------------- | --------------------------- | --------------------------- | --------------------------- | --------------------------- | --------------------------- | --------------------------- | --------------------------- | --------------------------- | --------------------------- | --------------------------- | --------------------------- | --------------------------- | --------------------------- | --------------------------- | --------------------------- | --------------------------- | --------------------------- | --------------------------- |
| Austria        | 4,7                         | 4,2                         | 3,9                         | 4,0                         | 4,4                         | 4,8                         | 5,5                         | 5,6                         | 5,3                         | 4,9                         | 4,1                         | 5,3                         | 4,8                         | 4,6                         | 4,9                         | 4,5                         | 5,6                         | 5,7                         | 6,0                         |
| Belgio         | 9,3                         | 8,4                         | 6,9                         | 6,6                         | 7,5                         | 8,2                         | 8,4                         | 8,5                         | 8,3                         | 7,5                         | 7,0                         | 7,9                         | 8,3                         | 7,2                         | 7,6                         | 8,4                         | 8,5                         | 8,5                         | 7,8                         |
| Croazia        | n.d.                        | n.d.                        | 15,6                        | 16,0                        | 15,3                        | 14,1                        | 13,8                        | 13,0                        | 11,6                        | 9,9                         | 8,6                         | 9,3                         | 11,8                        | 13,7                        | 15,8                        | 17,4                        | 17,2                        | 16,1                        | 13,4                        |
| Danimarca      | 4,9                         | 5,2                         | 4,3                         | 4,5                         | 4,6                         | 5,4                         | 5,5                         | 4,8                         | 3,9                         | 3,8                         | 3,4                         | 6,0                         | 7,5                         | 7,6                         | 7,5                         | 7,0                         | 6,6                         | 6,2                         | 6,2                         |
| Finlandia      | 11,4                        | 10,2                        | 9,8                         | 9,1                         | 9,1                         | 9,0                         | 8,8                         | 8,4                         | 7,7                         | 6,9                         | 6,4                         | 8,2                         | 8,4                         | 7,8                         | 7,7                         | 8,2                         | 8,7                         | 9,4                         | 8,8                         |
| Francia        | 10,3                        | 10,0                        | 8,6                         | 7,8                         | 7,9                         | 8,5                         | 8,9                         | 8,9                         | 8,8                         | 8,0                         | 7,4                         | 9,1                         | 9,3                         | 9,2                         | 9,8                         | 10,3                        | 10,3                        | 10,4                        | 10,1                        |
| Germania       | 9,4                         | 8,6                         | 7,9                         | 7,8                         | 8,6                         | 9,7                         | 10,4                        | 11,2                        | 10,1                        | 8,5                         | 7,4                         | 7,6                         | 7,0                         | 5,8                         | 5,4                         | 5,2                         | 5,0                         | 4,6                         | 4,1                         |
| Grecia         | 11,1                        | 12                          | 11,2                        | 10,7                        | 10,3                        | 9,7                         | 10,6                        | 10,0                        | 9,0                         | 8,4                         | 7,8                         | 9,6                         | 12,7                        | 17,9                        | 24,5                        | 27,3                        | 26,5                        | 24,9                        | 23,6                        |
| Irlanda        | 7,5                         | 5,8                         | 4,5                         | 4,2                         | 4,7                         | 4,8                         | 4,7                         | 4,6                         | 4,8                         | 5,0                         | 6,8                         | 12,6                        | 14,6                        | 15,4                        | 15,5                        | 13,8                        | 11,9                        | 9,9                         | 8,4                         |
| Italia         | 11,3                        | 10,9                        | 10                          | 9,0                         | 8,5                         | 8,4                         | 8,0                         | 7,7                         | 6,8                         | 6,1                         | 6,7                         | 7,7                         | 8,4                         | 8,4                         | 10,7                        | 12,1                        | 12,7                        | 11,9                        | 11,7                        |
| Lussemburgo    | 2,7                         | 2,4                         | 2,2                         | 1,9                         | 2,6                         | 3,8                         | 5,0                         | 4,6                         | 4,6                         | 4,2                         | 4,9                         | 5,1                         | 4,6                         | 4,8                         | 5,1                         | 5,9                         | 6,0                         | 6,5                         | 6,3                         |
| Paesi Bassi    | 5,1                         | 4,2                         | 3,7                         | 3,1                         | 3,7                         | 4,8                         | 5,7                         | 5,9                         | 5,0                         | 4,2                         | 3,7                         | 4,4                         | 5,0                         | 5,0                         | 5,9                         | 7,3                         | 7,4                         | 6,9                         | 6,0                         |
| Portogallo     | 6,1                         | 5,5                         | 5,1                         | 5,1                         | 6,2                         | 7,4                         | 7,8                         | 8,8                         | 8,9                         | 9,1                         | 8,8                         | 10,7                        | 12,0                        | 12,9                        | 15,8                        | 16,4                        | 14,1                        | 12,6                        | 11,2                        |
| Regno Unito    | 6,1                         | 5,9                         | 5,4                         | 5,0                         | 5,1                         | 5,0                         | 4,7                         | 4,8                         | 5,4                         | 5,3                         | 5,6                         | 7,6                         | 7,8                         | 8,1                         | 7,9                         | 7,5                         | 6,1                         | 5,3                         | 4,8                         |
| Spagna         | 16,4                        | 13,6                        | 11,9                        | 10,6                        | 11,5                        | 11,5                        | 11,0                        | 9,2                         | 8,5                         | 8,2                         | 11,3                        | 17,9                        | 19,9                        | 21,4                        | 24,8                        | 26,1                        | 24,5                        | 22,1                        | 19,6                        |
| Svezia         | 8,2                         | 6,7                         | 5,9                         | 5,8                         | 6,0                         | 6,6                         | 7,4                         | 7,7                         | 7,1                         | 6,1                         | 6,2                         | 8,3                         | 8,6                         | 7,8                         | 8,0                         | 8,0                         | 7,9                         | 7,4                         | 6,9                         |
| Bulgaria       | n.d.                        | n.d.                        | 16,4                        | 19,6                        | 18,2                        | 13,7                        | 12,1                        | 10,1                        | 9,0                         | 6,9                         | 5,6                         | 6,8                         | 10,3                        | 11,3                        | 12,3                        | 13,0                        | 11,4                        | 9,2                         | 7,6                         |
| Cipro          | n.d.                        | n.d.                        | 4,8                         | 3,9                         | 3,5                         | 4,1                         | 4,6                         | 5,3                         | 4,9                         | 3,9                         | 3,7                         | 5,4                         | 6,3                         | 7,9                         | 11,0                        | 15,9                        | 16,1                        | 15,0                        | 13,0                        |
| Estonia        | n.d.                        | n.d.                        | 14,6                        | 13,0                        | 11,2                        | 10,3                        | 10,1                        | 8,0                         | 5,9                         | 4,6                         | 5,5                         | 13,5                        | 16,7                        | 12,3                        | 10,1                        | 8,6                         | 7,4                         | 6,2                         | 6,8                         |
| Lettonia       | n.d.                        | 14,1                        | 14,3                        | 13,5                        | 12,5                        | 11,6                        | 11,7                        | 10,0                        | 7,0                         | 6,1                         | 7,7                         | 17,5                        | 19,5                        | 16,2                        | 15,0                        | 11,9                        | 10,8                        | 9,9                         | 9,6                         |
| Lituania       | 13,2                        | 14,6                        | 16,4                        | 17,4                        | 13,8                        | 12,4                        | 10,9                        | 8,3                         | 5,8                         | 4,3                         | 5,8                         | 13,8                        | 17,8                        | 15,4                        | 13,4                        | 11,8                        | 10,7                        | 9,1                         | 7,9                         |
| Malta          | n.d.                        | n.d.                        | 6,7                         | 7,6                         | 7,0                         | 7,6                         | 7,2                         | 6,9                         | 6,8                         | 6,5                         | 6,0                         | 6,9                         | 6,9                         | 6,4                         | 6,3                         | 6,4                         | 5,8                         | 5,4                         | 4,7                         |
| Polonia        | 10,2                        | 13,4                        | 16,1                        | 18,3                        | 20,0                        | 19,8                        | 19,1                        | 17,9                        | 13,9                        | 9,6                         | 7,1                         | 8,1                         | 9,7                         | 9,7                         | 10,1                        | 10,3                        | 9,0                         | 7,5                         | 6,2                         |
| Rep. Ceca      | 6,5                         | 8,7                         | 8,8                         | 8,1                         | 7,3                         | 7,8                         | 8,3                         | 7,9                         | 7,1                         | 5,3                         | 4,4                         | 6,7                         | 7,3                         | 6,7                         | 7,0                         | 7,0                         | 6,1                         | 5,1                         | 4,0                         |
| Romania        | 6,3                         | 7,1                         | 7,6                         | 7,4                         | 8,3                         | 7,7                         | 8,0                         | 7,1                         | 7,2                         | 6,4                         | 5,6                         | 6,5                         | 7,0                         | 7,2                         | 6,8                         | 7,1                         | 6,8                         | 6,8                         | 5,9                         |
| Slovacchia     | 12,7                        | 16,5                        | 18,9                        | 19,5                        | 18,8                        | 17,7                        | 18,4                        | 16,4                        | 13,5                        | 11,2                        | 9,6                         | 12,1                        | 14,5                        | 13,7                        | 14,0                        | 14,2                        | 13,2                        | 11,5                        | 9,7                         |
| Slovenia       | 7,4                         | 7,4                         | 6,7                         | 6,2                         | 6,3                         | 6,7                         | 6,3                         | 6,5                         | 6,0                         | 4,9                         | 4,4                         | 5,9                         | 7,3                         | 8,2                         | 8,9                         | 10,1                        | 9,7                         | 9,0                         | 8,0                         |
| Ungheria       | 8,7                         | 6,9                         | 6,3                         | 5,6                         | 5,6                         | 5,8                         | 6,1                         | 7,2                         | 7,5                         | 7,4                         | 7,8                         | 10,0                        | 11,2                        | 11,0                        | 11,0                        | 10,2                        | 7,7                         | 6,8                         | 5,1                         |
| Zona euro      | n.d.                        | 9,7                         | 8,9                         | 8,3                         | 8,6                         | 9,1                         | 9,3                         | 9,1                         | 8,4                         | 7,5                         | 7,6                         | 9,6                         | 10,2                        | 10,2                        | 11,4                        | 12,0                        | 11,6                        | 10,9                        | 10,0                        |
| Unione europea | n.d.                        | n.d.                        | 8,9                         | 8,7                         | 9,0                         | 9,2                         | 9,3                         | 9,0                         | 8,2                         | 7,2                         | 7,0                         | 9,0                         | 9,6                         | 9,7                         | 10,5                        | 10,9                        | 10,2                        | 9,4                         | 8,6                         |
| Stati Uniti    | 4,5                         | 4,2                         | 4,0                         | 4,7                         | 5,8                         | 6,0                         | 5,5                         | 5,1                         | 4,6                         | 4,6                         | 5,8                         | 9,3                         | 9,6                         | 8,9                         | 8,1                         | 7,4                         | 6,2                         | 5,3                         | 4,9                         |
| Giappone       | 4,1                         | 4,7                         | 4,7                         | 5,0                         | 5,4                         | 5,3                         | 4,7                         | 4,4                         | 4,1                         | 3,8                         | 4,0                         | 5,1                         | 5,0                         | 4,6                         | 4,3                         | 4,0                         | 3,6                         | 3,4                         | 3,1                         |

## Storia

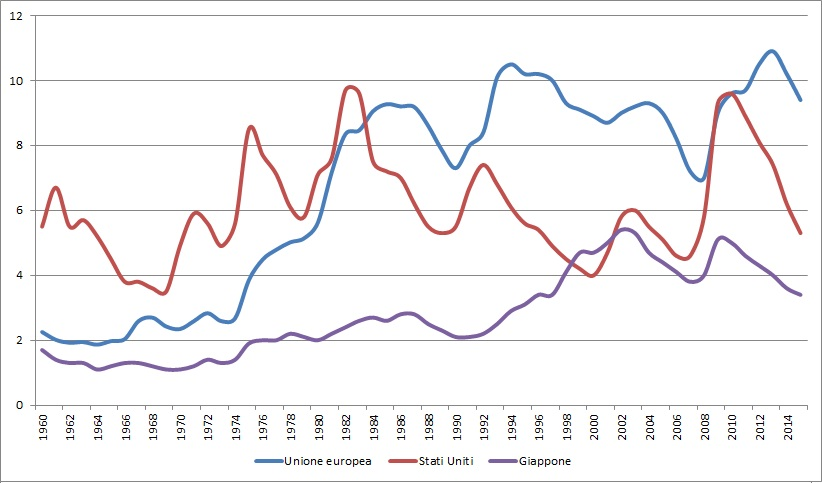
Media annuale dei tassi di disoccupazione nell'Unione europea, negli Stati Uniti ed in Giappone.
Fonte: Commissione europea, database AMECO.

Fino al 1970 il tasso di disoccupazione era molto più basso in Europa che negli Stati Uniti. Nel 1979, tuttavia, in seguito agli effetti delle crisi petrolifere degli anni settanta e delle conseguenti crisi economiche, i tassi di disoccupazione europeo e statunitense erano simili, intorno al 6%. Negli anni Ottanta c'è stato un ulteriore e significativo aumento della disoccupazione in entrambi i casi. Ma dal 1982 in poi, mentre il tasso statunitense è sceso regolarmente per tutto il decennio, il tasso europeo, pure in calo dopo il 1986, è rimasto molto alto. Inoltre, la recessione dei primi anni novanta ha vanificato i progressi europei degli anni precedenti e nel 1994 l'Europa ha registrato il tasso di disoccupazione più alto dalla grande depressione. Al contrario, negli Stati Uniti, se si eccettua il periodo 1989 - 1992, la disoccupazione ha continuato la sua dinamica fortemente discendente fino alla fine del secolo.
Nel 2000, la situazione era molto diversa rispetto a trent'anni prima ed il differenziale di disoccupazione tra le due aree era ampio a scapito dell'Europa. Infatti, all'inizio del XXI secolo, il tasso di disoccupazione era il doppio di quello degli Stati Uniti e del Giappone. La situazione si è mantenuta più o meno stabile fino al 2005. Nei tre anni successivi, tuttavia, la disoccupazione è scesa rapidamente, fino a toccare il 7% nel 2008. Nel 2009 e nel 2010, però, la crisi economica ha provocato un repentino aumento del numero di disoccupati, vanificando i risultati ottenuti. Il peggioramento è stato proporzionalmente minore rispetto a quello avvenuto negli Stati Uniti, il cui tasso di disoccupazione è stato, nel primo semestre del 2010 superiore a quello europeo, cosa che non avveniva da decenni.
Tuttavia, a partire dal 2010, mentre la disoccupazione europea continuava ad aumentare, quella statunitense e quella giapponese iniziavano a calare verso i livelli precedenti alla crisi. Dopo aver superato nel 2013 il precedente massimo storico del 1994, anche nell'Unione europea la disoccupazione ha iniziato a diminuire lentamente a partire dalla seconda metà del 2013. In Giappone la disoccupazione (3,4% nel 2015) è tornata non soltanto sotto il livello del 2007 (3,8%) ma addirittura al minimo dalla seconda metà degli anni Novanta, mentre negli Stati Uniti rimane ancora più elevata (5,3% nel 2015 contro il 4,6% nel 2007), ma comunque in forte e costante diminuzione dal 2010, anno in cui aveva sfiorato il massimo storico del 1982 (9,6%).